# Revolutionära kommunistiska alliansen
Revolutionära kommunistiska alliansen (franska: Alliance communiste révolutionnaire, ACR)  eller Kommunistiska alliansen (franska: Alliance communiste, AC) var ett kommunistiskt parti grundat 1896 i Frankrike av partiaktivister som hade lämnat Revolutionära socialistiska arbetarepartiet (POSR) samma år. Ett år senare ansluter ACR till Centrala revolutionskommittén ledd av Édouard Vaillant, senare Revolutionära socialistpartiet. PSR var det näst största marxistisk partiet i Frankrike. Bara Franska arbetarepartiet (POF) ledd av Jules Guesde var större.
ACR:s verksamhet inom PSR var halvautonom. PSR gick senare samman med POF och bildade Frankrikes socialistiska parti (PSdF). Efter påtryckningar från Andra internationalen slogs Frankrikes socialistiska parti ihop med Franska socialistpartiet (PSF) för att bilda Franska sektionen av Arbetarinternationalen (SFIO) 1905.

## Prominenta medlemmar i urval
- Arthur Groussier (1863–1957), ordförande för Metallarbetareförbundet (1891), parlamentsledamot (1893–1924) och stormästare för Grand Orient de France (1825–1940).
- Victor Dejeante (1850–1927), grundare av Arbetarnas allmänna hattmakarförening, ledamot av den fackliga centralorganisationen Arbetssekretariatet (senare Allmänna arbetarkonfederation). Han var medlem i POSR, PSR, PSdF och SFIO.